# Salvador Íñiguez Martelo
Salvador Íñiguez Martelo (Cadis, abril de 1897 - Granada, 4 de setembre de 1936) fou un pastor evangèlic afusellat a les 05.30 del 4 de setembre de 1936. Va estar casat i va tenir sis fills.
Va estudiar en la comunitat Jesuíta de Granada entre 1913 i 1918. Proclamada la II República i amb això la llibertat d'expressió, va escriure dos llibres: "Per terres extremenyes" i "La veritat et farà lliure". En el primer narra les seves activitats evangelístiques a Santa Amalia, Miajadas, Ibahernando, Escorial, Robledillo, Herguijuela i La Conquista, de vegades acompanyat al piano per la seva dona. Va ser publicat el 1931 en diversos numeros de la revista "Espanya Evangèlica" setmanari protestant madrileny.
Des de 1929 a 1934, va ministrar com Pastor de l'Església Evangèlica Espanyola (IEE), en la coneguda com a Iglesia del Redentor, a Miajadas, Càceres, assumint el pastorejat principal al 1931, a la defunció d'Isaac Vega, fins a l'arribada del pastor estable Carlos Liñán Andueza.
Al gener del 1934, va passar a ser el Pastor de la congregació de l'Església Evangèlica Espanyola a Granada.
El 4 de setembre del 1936 va ser detingut i possat a la disposició del tribunal militar de Granada, que el va condemnar a mort per actes propogandistics de la "Revolución Roja".